# Kinross (Iowa)
Kinross es una ciudad ubicada en el condado de Keokuk en el estado estadounidense de Iowa. En el Censo de 2010 tenía una población de 73 habitantes y una densidad poblacional de 142,35 personas por km².

## Geografía
Kinross se encuentra ubicada en las coordenadas 41°27′32″N 91°59′14″O / 41.45889, -91.98722. Según la Oficina del Censo de los Estados Unidos, Kinross tiene una superficie total de 0.51 km², de la cual 0.51 km² corresponden a tierra firme y (0%) 0 km² es agua.

## Demografía
Según el censo de 2010, había 73 personas residiendo en Kinross. La densidad de población era de 142,35 hab./km². De los 73 habitantes, Kinross estaba compuesto por el 100% blancos, el 0% eran afroamericanos, el 0% eran amerindios, el 0% eran asiáticos, el 0% eran isleños del Pacífico, el 0% eran de otras razas y el 0% pertenecían a dos o más razas. Del total de la población el 0% eran hispanos o latinos de cualquier raza.